# Fear Factor
Fear Factor war eine US-amerikanische Reality-Gameshow, die erstmals von 2001 bis 2006 auf NBC ausgestrahlt wurde und zunächst von dem Komiker und UFC-Kommentator Joe Rogan moderiert wurde. Die Show wurde von der ursprünglichen niederländischen Version Now or Neverland adaptiert und von Endemol USA und NBC für den amerikanischen Markt in Fear Factor umbenannt.
In der Show treten die Kandidaten in drei verschiedenen Stuntaufgaben gegeneinander an, um einen großen Preis zu gewinnen, der normalerweise 50.000 Dollar beträgt. Von der ersten bis zur fünften Staffel bestanden die Kandidaten regelmäßig aus drei Männern und drei Frauen, die für sich selbst antraten. In der sechsten Staffel wurde das Format der Show dahingehend geändert, dass vier konkurrierende Teams aus zwei Personen gebildet wurden, die eine bereits bestehende Beziehung zueinander haben.
Fear Factor wurde 2006 von NBC abgesetzt, jedoch 2011 kurzzeitig wiederbelebt und dann 2012 wieder abgesetzt. 2017 wurde es ein zweites Mal wiederbelebt und auf MTV ausgestrahlt, wobei der Rapper und Schauspieler Ludacris die Moderation übernahm; die Serie wurde schließlich Mitte 2018 nach zwei Staffeln auf diesem Sender eingestellt.
In Deutschland lief 2004 ein Ableger auf RTL. Weitere Ableger liefen in verschiedenen Ländern.

## Konzept

### Originalformat (2001–2012)
Die Show basierte auf der niederländischen Fernsehshow Now or Neverland von John de Mol, die 1998 lief.
In der Show kämpften im Normalfall drei Männer und drei Frauen oder vier Paare gegeneinander. Der Hauptpreis betrug normalerweise 50.000 US-Dollar. Im Rahmen der einstündigen Sendung mussten die Kandidaten drei Stunts bewältigen, die sowohl mental als auch körperlich an die Grenzen der Kandidaten gehen. Je nachdem, wie weit die Kandidaten kamen, wurden kleinere Geldpreise herausgegeben.
Erster Stunt: Der erste Stunt war vor allem eine physische Herausforderung. Die Kandidaten mussten ein Hindernis überwinden oder sich einer Mutprobe stellen, zum Beispiel Flaggen einsammeln, die an Leitern hingen oder wenn man selbst an einem Helikopter hängt.
Zweiter Stunt: Der zweite Stunt zielte eher auf die mentale Ebene ab. Dazu gehörten Stunts, bei denen etwas Ekliges verzehrt werden musste, Spinnen, scharfe Chilis oder bestimmte Teile von Tieren zum Beispiel, Stunts, bei denen man sich mit Tieren auseinandersetzen musste, eine Schlangengrube zum Beispiel, sowie Transferstunts, bei denen etwas auf besondere Art, meist im Mund, über eine gewisse Strecke transportiert werden musste. Es gab auch Schmerz- und Ausdauertests, wie das Verweilen in einer Glaskammer, die mit Tränengas gefüllt wurde, Piercings, Tattoos oder das Gehen über zerbrochenes Glas.
Dritter Stunt: Der dritte Stunt war einem traditionellen Stunt in einem Actionfilm nachempfunden. Meistens ging es darum Höhen oder Wasser zu überwinden. Auch Stuntfahrten waren möglich. Es waren meistens Wettkämpfe, bei denen das Team den Hauptpreis gewann, das am besten abschnitt.

### Spezialfolgen
Ab der dritten Staffel gab auch eine zweistündige Show die aus vier Stunts bestand und in zwei Episoden ausgestrahlt wurde. Meistens handelte es sich um Themen-Episoden zu Themen wie Thanksgiving, Familie- oder Zwillingsepisoden. Hinzu kamen Spezialformate:
- Tournament of Champions: In der zweiten und dritten Staffel traten die Siger der Einzelepisoden gegeneinander an und kämpften um 100.000 US-Dollar.
- Couples Fear Factor: In den Staffeln 4 und 5 ging es über sieben Episoden um einen Gesamtpreis von einer Million US-Dollar, bei denen neun Paare in 17 Stunts antraten
- Psycho Fear Factor: Ein Special über drei Folgen, das im Bates Motel, dem Originaldrehort des Psycho-Films (1960)  spielte. Die Kandidaten mussten in dem Hotel schlafen, außerdem wurden sie mit Jump-Scares konfrontiert.
- Reality Stars Fear Factor: Drei Episoden, bei denen Reality-Stars gegeneinander antreten. Es handelte sich um Jonny Fairplay und Twila Tanner aus Survivor, Jonathan Baker und Victoria Fuller aus The Amazing Race, Craig Williams und Tana Goertz aus The Apprentice, The Miz und Trishelle Cannatella aus The Real World sowie Anthony Fedorov und Carmen Rasmusen aus American Idol. The Miz und Cannatella gewannen die Folgen.
- Celebrity Special: Verschiedene Berühmtheiten traten gegeneinander an.
- All Gross Show: Ausschließlich Ekel-Stunts des Typs 2 kamen zur Anwendung.
- Mixed Team and Individual Stunts: Teams wurden per Zufallsprinzip ausgewählt.
- Holiday Specials: Es gab mehrere Spezialepisoden zu Thanksgiving, Weihnachten und Halloween.
- Las Vegas Show: Die Stunts fanden in einem Spielcasino in Las Vegas statt.
- Special Contestants: Einige Episoden enthielten Kandidaten mit Besonderheiten, zum Beispiel Zwillinge, Soldaten, Freaks und Geeks oder Paarteams mit spezifischen Eigenschaften (Verheiratete, Paare, beste Freunde).
- Fear Factor Super Bowl Halftime Show: In der zweiten Staffel´fand eine Episode während der Halbzeit des Super Bowls statt. Teilnehmer waren Playmates.
- Miss USA: Mit Gewinnern der Miss-Wahlen zur Miss USA. Die Hälfte des Preisgelds wurde gespendet.
- Blind Date: Die vier Paare setzten sich aus Single-Frauen und Männern zusammen, die sich vorher nicht kannten.
- Sleep Deprivation: Die Kandidaten mussten 48 Stunden wach bleiben.
- Million Dollar Heist: Das Preisgeld betrug eine Million Dallar, die die Kandidaten aus einem gepanzerten Lastwagen entwenden mussten.
- Home Invasion: In Staffel sechs wurden kurze Szenen gezeigt, bei denen Rogan Haushalte in den Vereinigten Staaten besuchte und die Bewohner aufforderte am Kurzstunts teilzunehmen. Die Familien konnten dabei 5000 Dollar gewinnen.

### MTV-Version
Die MTV-Version von 2017 und 2018 behielt das Teamformat bei, das in den Staffeln 6 und 7 bei NBC verwendet wurde. Auch der Hauptpreis von 50.000 US-Dollar blieb derselbe. Einige Regeln wichen jedoch vom Originalformat ab. Insbesondere waren die Stunts anders bezeichnet:
Beat the Beast: Ähnlich dem Stunt 2 im Originalformat mussten die Kandidaten ihre Ängste besiegen. Die Kandidaten konnten sich so einen Vorteil in der nächsten Runde erkämpfen.
Face Your Fear: In Runde 2 ging es um eine Angst, die allen Teilnehmern gemeinsam ist.
The Final Fear: Das Finale war, wie im ursprünglichen Format, ein extremer physischer Stunt.

## Geschichte

### NBC (2001–2006)
Bei Fear Factor handelte es sich um eine Antwort von NBC auf die ähnlichartige Gameshow Survivor von CBS. Die erste Episode wurde am 11. Juni 2001 ausgestrahlt. Moderator wurde Joe Rogan, der zu dieser Zeit durch die Sitcom NewsRadio sowie als Moderator bei Ultimate Fighting Championship aktiv war. Tatsächlich dachte er, die Sendung würde nach ein paar Episoden abgesetzt und er könnte die dort gewonnene Erfahrung als Stand-Up einsetzen. Tatsächlich entwickelte sich die Show jedoch zu einem großen Erfolg und lief über sieben Staffeln.
2004 wurde die Show als erstes Reality-TV-Gameshow-Format in die Syndikation aufgenommen und wurde über NBCUniversal vertrieben. Die Show lief unter anderem auf Fox, The WB und UPN sowie auf FX.
Nachdem die ersten drei Staffeln ein großer Erfolg waren, begann die Quote in der vierten Staffel zu schwächeln, insbesondere da Fox Broadcasting Company gleichzeitig American Idol ausstrahlte. Um dies auszugleichen, wurde die sechste Staffel abgebrochen. Man wollte sich um neue Konzepte kümmern und verschob den Friends-Ableger Joey auf den Timeslot.
Wiederholungen der ersten sechs Staffeln wurden unter anderem auf Chiller und MTV 2 gezeigt. Es wurde auch eine DVD-Box der ersten Staffel produziert, die sich jedoch nicht verkauften, so dass man weitere Pläne für den Heimvideobereich aussetzte.

### Siebte Staffel  (2011–2012)
Durch den Erfolg der Wiederholungen auf Chiller angespornt wurde am 31. Mai 2011 in Entertainment Weekly eine siebte Staffel angekündigt. Auch Joe Rogan kam als Moderator zurück. Bei der siebten Staffel wurde der Fokus auf zusammengehörige Paarteams gelegt, damit es für die Teilnehmer um mehr geht. Auch sollten die Stunts den technischen Gegebenheiten neu angepasst werden. Insgesamt wurden 8 Folgen bestellt.
Die ersten beiden Folgen wurde am 12. Dezember 2011 ausgestrahlt. Beide erreichten ein respektables Rating. Die erste Episode schauten 8,7 Millionen Zuschauer, die zweite 8,5 Millionen. Damit erreichten sie Platz 2 in den jeweiligen Time Slots. Gewinner des Abends waren 2 Broke Girls mit 12,5 Millionen und Two and a Half Men mit 14,7 Millionen auf CBS.
Die Ratings fielen jedoch Woche um Woche. Nach der Episode The Bees Are So Angry, die nur noch 3,73 Millionen Zuschauer erreichte, wurde eine Sendepause eingelegt. Die siebte Staffel enthielt einige schockierende Momente, die kritisiert wurden. So mussten die beiden vorletzten Episoden Leeches & Shaved Heads & Tear Gas, Oh My! (Part 1)  umgeschnitten werden. Die letzte Episode Hee Haw! Hee Haw! sollte ursprünglich im Januar gesendet werden. Jedoch gab es darin einen Stunt, bei dem die Paare Urin und Samen eines Esels trinken sollten. Der Sender hatte jedoch Bedenken wegen des Inhalts und strich die Episode aus dem Sendeplan. In den Vereinigten Staaten wurde sie überhaupt nicht ausgestrahlt, jedoch im Juni 2012 im dänischen Fernsehen. Außerdem erschienen einige Clips der kontroversen Episode auf dem YouTube-Channel der Serie.
Am 13. Mai 2012 gab NBC bekannt, die Serie abgesetzt zu haben. Die beiden letzten Episoden wurden am 9. und 16. Juli im Nachtprogramm ausgestrahlt.

### MTV (2017–2018)
Im April 2017 gab MTV bekannt, eine weitere Staffel der Show mit 12 Episoden in Auftrag gegeben zu haben. Joe Rogan lehnte ab, die Moderation zu übernehmen. Er bezeichnete seine Teilnahme an der siebten Staffel bereits als Fehler. Statt Joe Rogan übernahm der US-amerikanische Rapper und Schauspieler Ludacris die Moderation. Die erste Staffel umfasste 12 Episoden und wurde ab dem 30. Mai 2017 ausgestrahlt. Schon vor Ausstrahlung des Finales am 22. August 2017 stand fest, dass MTV die Show um eine weitere Staffel von 20 Episoden verlängern würde. Der erste Teil der zweiten Staffel wurde ab dem 25. Februar 2018 ausgestrahlt, die zweite Hälfte ab dem 17. Juli 2018.
Im Gegensatz zur Originalshow wurde die Serie auch auf MTV Deutschland gezeigt. Die Synchronisation übernahm hier William Cohn. Eine dritte Staffel war für den 17. Juli 2018 angekündigt, wurde jedoch nie realisiert.

## Deutsche Version
Die deutsche Version wurde vom 22. April bis zum 3. Juni 2004 auf RTL ausgestrahlt. Die Moderation übernahm Sonja Zietlow. Insgesamt wurden sechs Episoden gedreht.